# Certiorari
Il certiorari (in latino certiorārī [volumus]), nei paesi del common law, denota un passaggio procedurale che consiste in una combinazione tra l'ammissione di un appello e l'annuncio del suo effetto devolutivo. Si tratta di una forma di controllo giurisdizionale ed è il nome dato alla scrittura emessa da un tribunale, il quale ordina con essa a un tribunale di grado inferiore (o ad altra autorità pubblica) di inviare il fascicolo (o il verbale) per sottoporlo a revisione. In questo caso la corte d'appello emette un writ of certiorari (cioè un "atto di certiorari").
Il termine risale storicamente a un contenzioso di Ulpiano e descrive l'atto processuale con cui un tribunale superiore (iudex ad quem) si rivolge a un tribunale inferiore (iudex a quo) per rivedere la propria decisione. Il termine certiorari deriva dalle parole poste in apertura di questi scritti quando erano redatti in latino: certiorārī [volumus], ossia "[desideriamo] essere informati".
Se la pronuncia dei primi giudici viene annullata, il processo è rinviato nuovamente al giudice inferiore. In quanto finalizzatao a risolvere esclusivamente questioni di diritto e non anche di merito, il procedimento instaurato dal certiorari si svolge in assenza della giuria.
L'introduzione di un certiorari è in discussione per la Corte di giustizia europea.